# Comuna Batalne, Lenine
Batalne (în ucraineană Батальне) este o comună în raionul Lenine, Republica Autonomă Crimeea, Ucraina, formată din satele Batalne (reședința), Iaciminne și Iujne.

## Demografie
Componența lingvistică a comunei Batalne
     Rusă (65,53%)
     Tătară crimeeană (22,98%)
     Ucraineană (8,7%)
     Alte limbi (1,13%)
Conform recensământului din 2001, majoritatea populației comunei Batalne era vorbitoare de rusă (65,53%), existând în minoritate și vorbitori de tătară crimeeană (22,98%) și ucraineană (8,7%).